# Welcome To Zididada
Welcome To Zididada er det første studiealbum fra den danske popgruppe Zididada. Det blev udgivet den 29. april 1999. Musikmagasinet GAFFA gav albummet tre ud af seks stjerner.

## Spor
1. "Please Ya, Lisa" - 3:08
2. "Sugartop" - 2:57
3. "Rock My Boat" - 3:59
4. "Get Over It" - 3:28
5. "Freaky" - 2:57
6. "Tigerwomah" - 3:15
7. "Sitting On The Beach" - 3:31
8. "Anything" - 3:45
9. "Never Let You Down" - 3:55
10. "Find The Thrill" - 2:43
11. "I'm Flying" - 4:14
12. "Rock My Boat (Beach Mix)" - 3:59
13. "Please Ya, Lisa (ETA 10.000 Volt Remix)" - 3:45